# Spiegel Historiael (handschrift)
De Spiegel Historiael is een verlucht handschrift uit het begin van de veertiende eeuw, naar het werk geschreven door Jacob van Maerlant tussen 1284 en 1290 in opdracht van Floris V. Het handschrift wordt bewaard in de Koninklijke Bibliotheek in Den Haag, in bruikleen van de Koninklijke Nederlandse Akademie van Wetenschappen, met als signatuur KA XX. De Haagse Spiegel Historiael is het enige handschrift waarin alle delen die door Maerlant zelf zijn bewerkt, volledig bewaard zijn; het is ook het enige verluchte handschrift van Maerlants kroniek dat is overgeleverd.

## Beschrijving
Het handschrift bevat 258 perkamenten folia van 320 bij 233 mm. Het werd geschreven in een West-Vlaamse variant van het Middelnederlands. De tekst is geschreven in drie kolommen met 59 regels per blad.
Het handschrift bevat negentien gehistorieerde initialen en één gedecoreerde initiaal aan het begin van elk ‘boek’. Daarnaast zijn er vijfenveertig miniaturen die zowel de profane (25) als de Bijbelse (20) geschiedenis illustreren.
Het handschrift werd waarschijnlijk vervaardigd in de periode tussen 1310-1320 in de omgeving van Gent of Brugge.

## Andere handschriften
Het aantal handschriften van Maerlants Spiegel Historiael dat bewaard is gebleven, is bijzonder klein: er zijn maar drie Spiegels overgeleverd en zes verzamelhandschriften die een deel van de Spiegel bevatten. Aan de hand van het aantal fragmenten dat bewaard is gebleven, moeten er veel meer handschriften in omloop zijn geweest. Gelukkig kennen we Maerlants volledige tekst uit het Haagse handschrift, dat waarschijnlijk omwille van zijn miniaturen wel bewaard is gebleven. Biemans vond bij zijn studie 'De handschriftelijke overlevering' 240 fragmenten die zouden afkomstig zijn uit 44 Spiegel-handschriften en 10 verzamelhandschriften. De meeste daarvan waren afkomstig uit Vlaanderen en dateren uit de eerste helft van de veertiende eeuw.

## Galerij

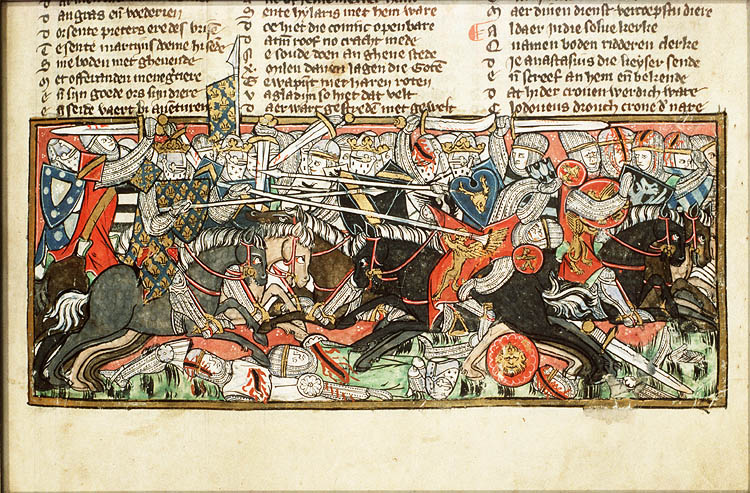
Slag tussen Clovis en de Visigoten
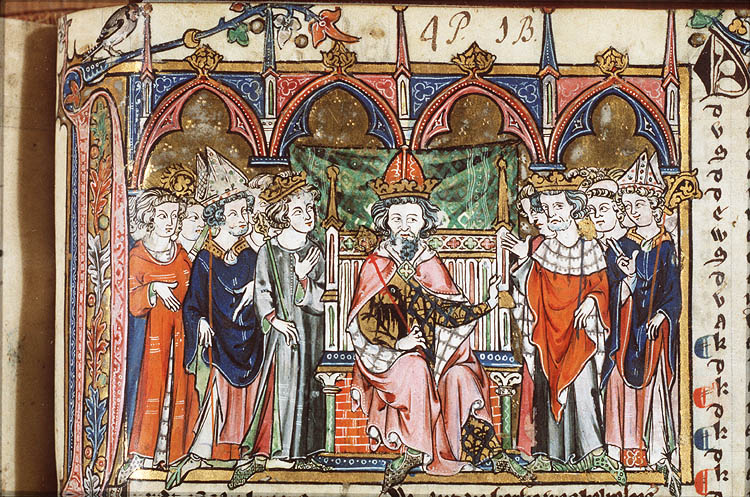
Karel de Grote zetelend aan zijn hof
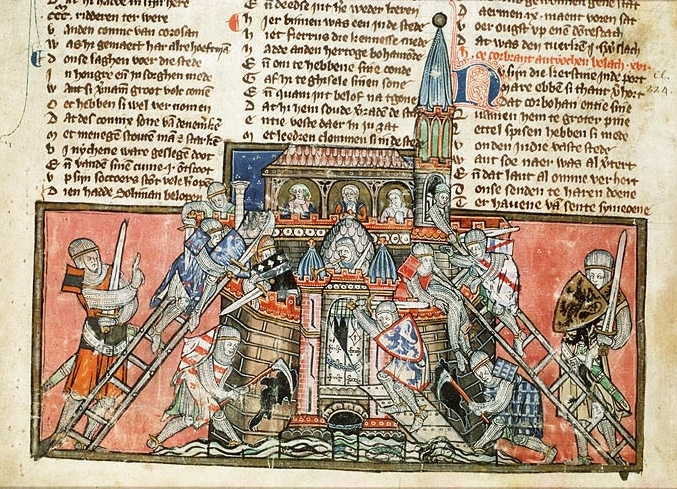
Het beleg van Antiochië door de kruisvaarders
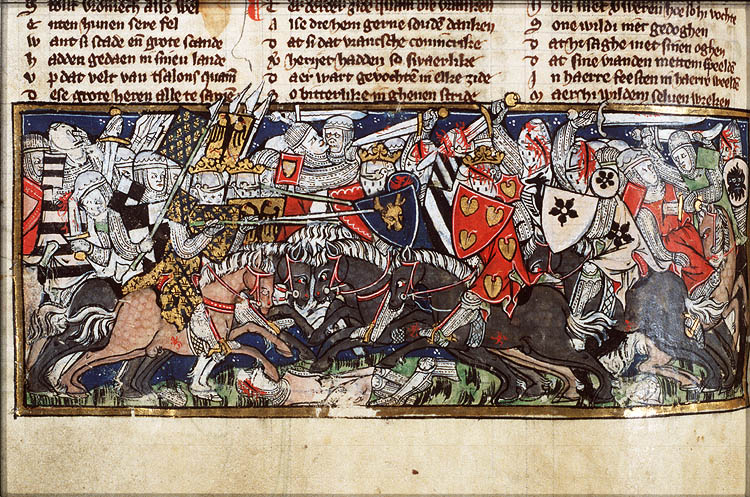
Slag op de Catalaunische Velden, tussen Attila, Aetius, Merovech en Theoderik I
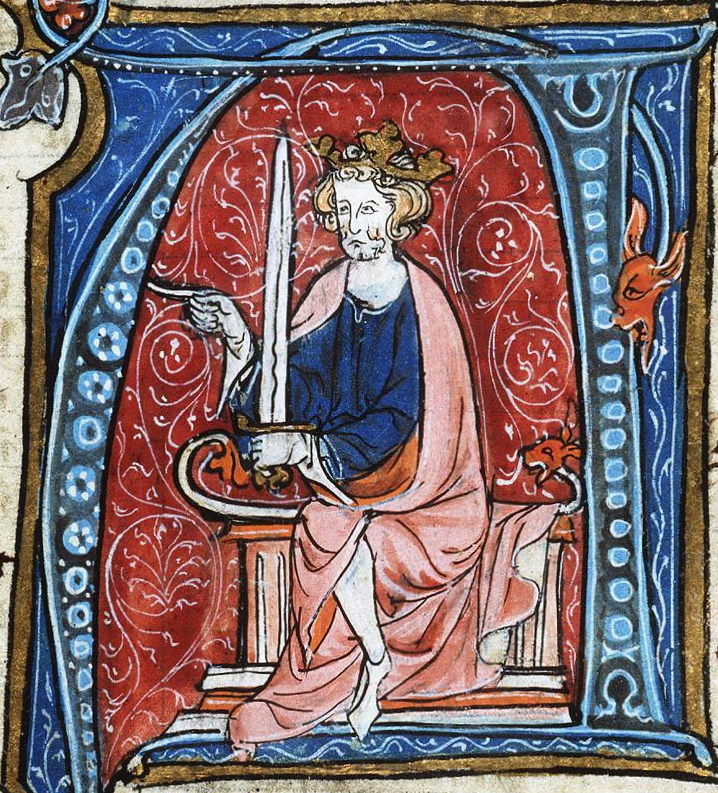
Konrad I op zijn troon
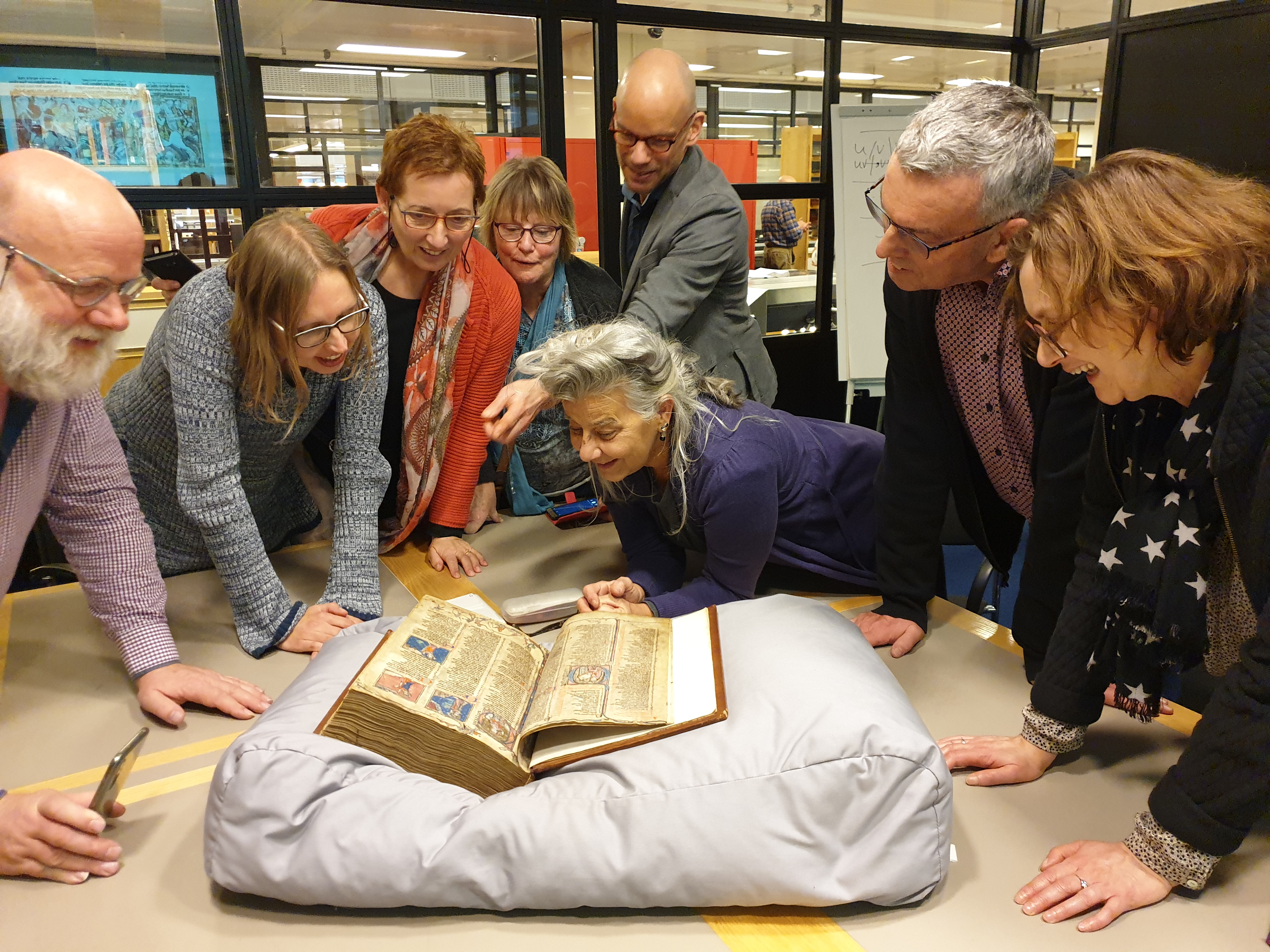
Vertoning van de Spiegel Historiael in de KB op 18 december 2019